# Wojnarowski (Adelsgeschlecht)
Dem Adelsgeschlecht Wojnarowski wurde im 11. Jahrhundert von einem litauischen Großfürsten das unten beschriebene Wappen verliehen. Der litauische Großfürst dankte durch die Verleihung dem im Fürstentum Siewierz ansässigen Ritter Stolobot für dessen Kampf gegen die Tataren. Der Helmschmuck besteht aus einem Pfauenschwanz.
Folgende Familien tragen auch dieses Wappen:
- Stolobot
- Winogrodzki
- Winko

## Wappen-Beschreibung
In rotem Felde ein schwebender silberner Balken, der an den Enden zuerst rechtwinklig nach unten, dann bogenförmig nach seiner Mitte zurückgebogen ist – dieses Wappenbild, das zwei an einer Stange hängenden Dreiecken gleicht, soll die Vorderseite eines tatarischen Zeltes vorstellen, das oben mit einem hohen silbernen Pfeil besetzt ist, dessen Schaft zweimal durchkreuzt ist.